# خواكين باستور
خواكين باستور (بالإسبانية: Joaquín Pastor)‏ (26 أكتوبر 1987 في إسبانيا - ) هو لاعب كرة قدم إسباني في مركز الدفاع. لعب مع ريال مورسيا ونادي أوريويلا ونادي بونتيفيدرا ونادي جامعة مرسية ونادي فيرينتسفاروشي وLorca Atlético CF ‏ وMoratalla CF ‏ وCF Atlético Ciudad ‏.

## وصلات خارجية
- خواكين باستور على موقع قاعدة بيانات كرة القدم.إي يو (الإنجليزية)
- خواكين باستور على موقع Soccerway.com (الإنجليزية)